# 엘로이 올라야
엘로이 호세 올라야 프렌데스(스페인어: Eloy José Olaya Prendes, 1964년 7월 10일, 아스투리아스 주 히혼 ~)는 줄여서 엘로이(스페인어: Eloy)로 알려진 스페인의 전직 축구 선수로, 현역 시절 공격수로 활약했다.

## 클럽 경력
현역 시절 엘로이는 스포르팅 히혼,(구단의 전성기인 1980년대에 활약했고, 히혼은 1985년과 1987년에 라 리가 4위의 준수한 성적을 거두었고, 엘로이 본인도 1986-87 시즌에 43경기 출전 11골을 기록했다) 발렌시아,(그가 전성기였던 시기에 동지는 1989-90 시즌에 준우승을 거두었다) 그리고 바다호스(큰 인상을 남기지 못한 세군다 디비시온에서의 활약을 뒤로하고 은퇴했다)에서 활약했다. 1979년 11월 28일, 그는 불과 15세에 프로 무대 신고식을 치렀는데, 아스투리아스 연고 구단은 코파 델 레이에서 투론과의 경기에 출전했지만, 스페인 왕립 축구 연맹이 2군 차출을 허용하지 않고 대회에 1군과 따로 출전한다는 점을 감안하면 이례적인 일이었다.
1998년, 34세에 1부 리그 429 경기 출전 76골의 기록을 남기고 은퇴한 엘로이는 2001년부터 2006년까지 친정 스포르팅의 단장직을 역임했다.

## 국가대표팀 경력
5년도 안되는 기간 동안, 엘로이는 스페인 국가대표팀 경기에 15번 출전하여 4골을 기록했다. 그는 1986년 월드컵에 참가하여 3-0으로 이긴 알제리와의 경기에서 득점에 성공했지만, 벨기에와의 8강전에 승부차기 주자로 나서 실패하면서 탈락했고, 유로 1988에는 1경기도 출전하지 못했다.
엘로이의 첫 국가대표팀 경기는 1985년 11월 20일, 0-0으로 사라고사에서 비긴 오스트리아와의 친선경기였다.

### 국가대표팀 득점 기록
| #  | 날짜            | 경기장                       | 상대       | 점수 | 결과 | 대회           |
| -- | --------------- | ---------------------------- | ---------- | ---- | ---- | -------------- |
| 1. | 1986년 1월 22일 | 스페인 라스 팔마스 인술라르  | 소련       | 2–0  | 2–0  | 친선경기       |
| 2. | 1986년 6월 12일 | 멕시코 몬테레이 테크놀로히코 | 알제리     | 0–3  | 0–3  | 1986년 월드컵  |
| 3. | 1987년 4월 1일  | 오스트리아 빈 프라터         | 오스트리아 | 0–1  | 2–3  | 유로 1988 예선 |
| 4. | 1987년 4월 1일  | 오스트리아 빈 프라터         | 오스트리아 | 1–2  | 2–3  | 유로 1988 예선 |

## 수상

### 클럽
발렌시아
- 코파 델 레이 준우승: 1994–95[7]

### 국가대표팀
스페인 U-21
- U-21 유럽 축구 선수권 대회: 1986[8]

## 같이 보기
- 라리가의 선수 목록 (400경기 이상 출전)
- 스포르팅 히혼의 선수 목록 (100경기 이상 출전)
- 발렌시아 CF의 선수 목록 (100경기 이상 출전)